# To Terrapin: Hartford '77
To Terrapin: Hartford '77 è un album dal vivo del gruppo musicale statunitense Grateful Dead, pubblicato nel 2009.

## Tracce

### Disco 1
1. Bertha
2. Good Lovin'
3. Sugaree
4. Jack Straw
5. Row Jimmy

### Disco 2
1. New Minglewood Blues
2. Candyman
3. Passenger
4. Brown-Eyed Women
5. Promised Land
6. Samson and Delilah
7. Tennessee Jed

### Disco 3
1. Estimated Prophet
2. Playing in the Band
3. Terrapin Station
4. Drums
5. Not Fade Away
6. Wharf Rat
7. Playing in the Band
8. One More Saturday Night
9. U.S. Blues

## Formazione
- Jerry Garcia – chitarra, voce
- Donna Godchaux – voce
- Keith Godchaux – piano
- Mickey Hart – batteria
- Bill Kreutzmann – batteria
- Phil Lesh – basso elettrico
- Bob Weir – chitarra, voce